# Il meglio di Bobby Solo
Il meglio di Bobby Solo è la seconda raccolta discografica di Bobby Solo, pubblicato nel 1969.

## Descrizione
Come si evince dal titolo, il disco raccoglie le più note canzoni realizzate dall'artista fino a quel momento. A parte le tracce già note, ve ne sono 3 inedite, pubblicate nello stesso anno come singoli su 45 giri. Tra queste compare Zingara, vincitrice del Festival di Sanremo, dove fu cantata anche da Iva Zanicchi. Domenica d'agosto fu scritta per Bobby dall'amico Gianni Morandi, mentre Una granita al limone è una cover di If You Can Put That in a Bottle con il testo in italiano composto da Gianni Sanjust e Ricky Gianco.

## Tracce
Lato A
1. Siesta – 2:58 (Alberto Anelli, Herbert Pagani)
2. La casa del Signore – 2:37 (Artie Glenn, Franco Migliacci)
3. Non c'è più niente da fare – 2:56 (Gianni Sanjust, Giosy Capuano, Roberto Satti)
4. Una lacrima sul viso – 3:07 (Iller Pattacini, Mogol)
5. San Francisco – 2:49 (John Phillips, Mogol)
6. Ora che sei già una donna – 2:32 (Iller Pattacini, Mogol)

Lato B
1. Zingara – 2:37 (Enrico Riccardi, Luigi Albertelli)
2. Domenica d'agosto – 2:17 (Gianni Morandi, Ubaldo Continiello)
3. Amore mi manchi (Honey) – 4:12 (Daniele Pace, Bobby Russell)
4. Una granita al limone (If You Can Put That in a Bottle) – 2:47 (Billy Meshel, Gianni Sanjust, Ricky Gianco)
5. Se piangi, se ridi – 2:50 (Gianni Marchetti, Mogol, Roberto Satti)
6. Cristina – 2:15 (Gianni Sanjust, Paolo Lepore, Roberto Satti)